# Taulignan
Taulignan is een gemeente in het Franse departement Drôme (regio Auvergne-Rhône-Alpes). De plaats maakt deel uit van het arrondissement Nyons. Op 1 januari 2022 had Taulignan 1.632 inwoners.

## Geografie
De oppervlakte van Taulignan bedraagt 34,65 vierkante kilometer; de bevolkingsdichtheid is 48 inwoners per km² (per 1 januari 2019).
De gemeente Taulignan ligt in la Drôme provençale, oftewel het Provençaalse gedeelte van het department Drôme. Het ligt 29 km ten oosten van Pierrelatte en 27 km ten zuidoosten van Montélimar.

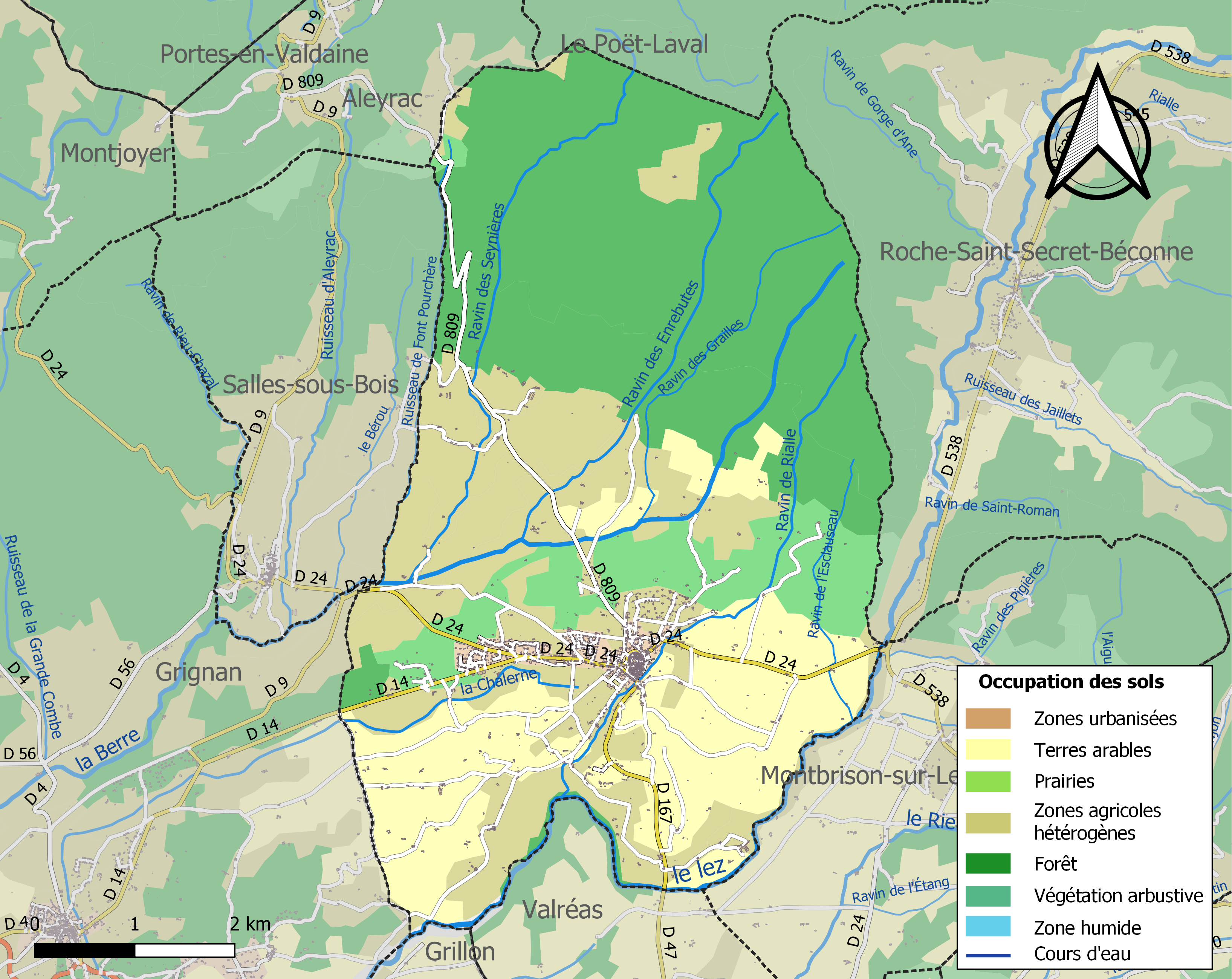
Kaart van de gemeente met belangrijkste infrastructuur, bodemgebruik en omliggende gemeenten

## Demografie
Onderstaande figuur toont het verloop van het inwonertal (bron: INSEE-tellingen).